# Jennifer Nicks
Jennifer Mary Nicks (13 aprile 1932 – 21 agosto 1980) è stata una pattinatrice artistica su ghiaccio britannica, specializzata nel pattinaggio artistico su ghiaccio a coppie.
Insieme al fratello John Nicks ha vinto l'oro al Campionato del mondo nel 1953.

## Palmarès
(con John Nicks)
| Evento                    | 1947 | 1948 | 1949 | 1950 | 1951 | 1952 | 1953 |
| ------------------------- | ---- | ---- | ---- | ---- | ---- | ---- | ---- |
| Giochi olimpici invernali |      | 8°   |      |      |      | 4°   |      |
| Campionati mondiali       |      | 8°   | 6°   | 2°   | 3°   | 3°   | 1°   |
| Campionati europei        | 6°   | 5°   | 6°   | 3°   | 3°   | 2°   | 1°   |
| Campionati britannici     |      | 1°   | 1°   | 1°   | 1°   | 1°   | 1°   |